# José Gutiérrez Agüera
José Gutiérrez de Agüera fou un polític espanyol, que va ser ministre d'Estat durant la regència de Maria Cristina d'Habsburg-Lorena.
Nascut a Sanlúcar de Barrameda, va ser diputat per Cadis en obtenir en escó en les eleccions generals espanyoles de 1879 i 1881, va passar a representar a Huelva a les eleccions de 1886. El 1869 fou nomenat comanador de l'Orde de la Immaculada Concepció de Vila Viçosa, que el 1884 li concedí la seva Gran Creu.
Va ser ministre d'Estat quan era subsecretari en aquest ministeri i va dimitir el seu titular, i va passar a ocupar de forma interina aquesta cartera entre el 18 i el 24 de maig de 1898 en un govern presidit per Sagasta.